# 錫瑟爾恩
錫瑟爾恩是瑞士的城鎮，位於該國北部，由阿爾高州負責管轄，面積2.52平方公里，海拔高度295米，2012年人口1,463，約四成居民信奉羅馬天主教，人口密度每平方公里581人。